# Panshi
Panshi (chiń. 磐石; pinyin Pánshí) – miasto na prawach powiatu w północno-wschodnich Chinach, w prowincji Jilin, w prefekturze miejskiej Jilin.
W spisie powszechnym z 1999 liczba mieszkańców miasta wyniosła 526 772.